# Cis quadricornis
Cis quadricornis là một loài bọ cánh cứng trong họ Ciidae. Loài này được Klug miêu tả khoa học năm 1834.